# Alexandre Roche
Alexandre Aimé Ernest Roche (Alexandria,  5 de abril de 1925  — Porto Alegre, 22 de dezembro de 2011 foi um professor e historiador conhecido por seu trabalho de difusão da língua e cultura francesa em Porto Alegre, Rio Grande do Sul. Foi diretor da Aliança Francesa em Natal, Rio Grande do Norte e em Porto Alegre, Rio Grande do Sul. Fundou em 1973 juntamente com sua esposa, Graziella Roche, o Instituto Roche. Alexandre Roche era conhecido como Monsiuer Roche e foi condecorado  com os títulos de cidadão Honorário de Porto Alegre e do Rio Grande Sul. Além disso recebeu o título de doutor honoris causa da Universidade Federal do Rio Grande do Sul.